# Parafia Świętej Rodziny w Elblągu
Parafia Świętej Rodziny w Elblągu – rzymskokatolicka parafia położona w diecezji elbląskiej, do 2018 w dekanacie Elbląg-Północ od 2018 dekanacie Tolkmicko. Erygowana dekretem biskupa elbląskiego Andrzeja Śliwińskiego w 1994 roku.

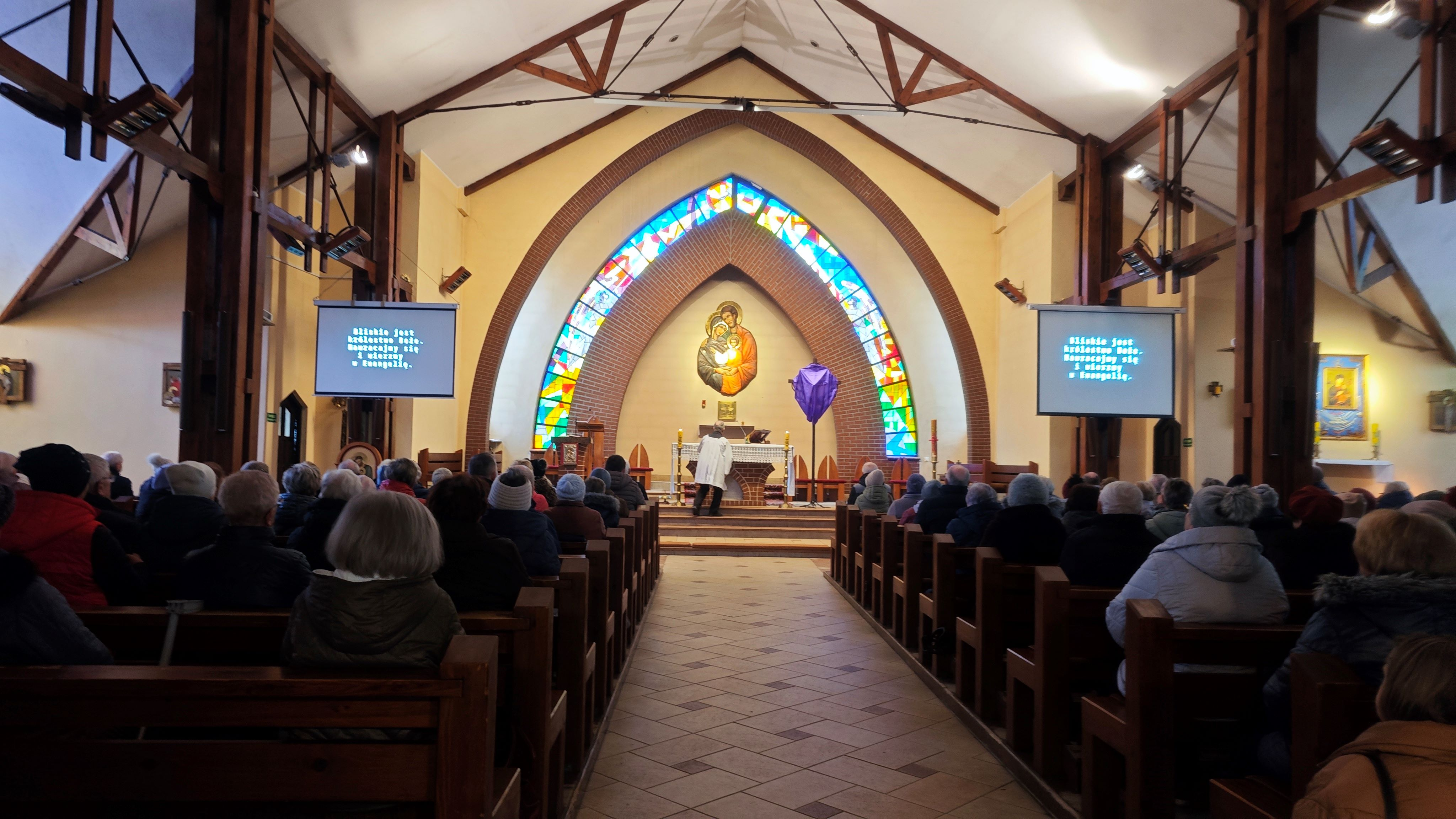
Wnętrze kościoła Świętej Rodziny

Od 2022 roku proboszczem parafii jest ks. kan. dr Andrzej Kłódka.